# 芹那
芹那（せりな、1985年〈昭和60年〉5月19日 - ）は、日本のタレントで、女性アイドルグループ・SDN48の元メンバー。
北海道士別市出身。元A-PLUS所属。血液型はA型。

## 略歴
2008年、『ヤングジャンプ』（集英社）「セイコレ☆ジャパン」にノミネート。
2009年8月1日から、SDN48のメンバーとしても活動開始。
2012年3月31日にNHKホールで行われた『SDN48 コンサート「NEXT ENCORE」 in NHKホール』をもってSDN48を卒業。以降は、ソロで活動している。その後はテレビ出演等は減少したが、デザイナーやミュージカルのプロデュースをしていることが2020年にテレビで放送された。
2020年5月30日、YouTubeに個人チャンネル『芹那だよぉ』を開設。
2021年10月22日、9年ぶりの2nd写真集『Serina.』を発売。「オリコン週間BOOKランキング」の写真集部門で9位に。
2024年8月21日、約15年在籍したA-PLUSを退社し、個人事務所で活動を行っていくことを報告。あわせてファンクラブの開設を発表した。
同年11月、講談社『週刊ヤングマガジン』52号で約12年ぶりに同誌グラビアページに掲載。25日には同社よりデジタル写真集『New Stage』をリリースする。

## 人物
- 函館白百合学園高等学校を経て、白百合女子大学文学部児童文化学科児童文学・文化専攻卒業[要出典]。
- 特技はチアリーディング、英会話、模様替え、料理。 趣味はテディベア作り、ダーツ、スキー、柔軟、ボディーメイク、フォークギターで、懐メロを演奏することも多い。
- 兄が1人いる[10]。
- 塩屋俊「アクターズクリニック」卒業生。
- 母親がかつて香港に住んでいたこともあり、香港・マカオ・中国に詳しい。
- ファーストDVD『Heaven』発売イベントで、趣味は「近所付き合いとテディベア作り」と語り、ファンに手作りテディベアをプレゼントしたことがある。
- かつて放送していた競馬バラエティ番組『うまプロ!』ではADとして出演していた。同番組内ではおぎやはぎから「セリーナ」と呼ばれていた。また、自身のブログにおいても2010年10月ごろから自分自身のことを「セリーナ」あるいは「せりーな」と表記している[注 1]。
- 独特の声に関しては否定的な意見が多く、声の嫌いな女性有名人ランキングで一位になったことがある[11][12]。

## SDN48在籍時の参加楽曲

### シングルCD選抜楽曲
- GAGAGA
  - 孤独なランナー
- 愛、チュセヨ
- MIN・MIN・MIN
  - Everyday、カチューシャ（SDN48 ver.）
- 口説きながら麻布十番 duet with みの もんた
- 負け惜しみコングラチュレーション
  - 終わらないアンコール

### アルバム参加楽曲
SDN48名義
- 『NEXT ENCORE』に収録
  - 1ガロンの汗

AKB48名義
- 『ここにいたこと』に収録
  - ここにいたこと - 「AKB48+SKE48+SDN48+NMB48」名義

### 劇場公演ユニット曲
SDN48 1st Stage「誘惑のガーター」公演
- Never!
- じゃじゃ馬レディー

## 作品

### 映像作品
| 発売日         | タイトル                     | 規格品番   | メーカー                   |
| -------------- | ---------------------------- | ---------- | -------------------------- |
| 2008年10月22日 | Heaven                       | FORM-010   | イーネット・フロンティア   |
| 2010年4月23日  | せりんこ。〜天使のスケッチ〜 | LPFD-202   | リバプール                 |
| 2010年7月23日  | 教えてあげる                 | LPFD-210   | リバプール                 |
| 2011年9月20日  | Eden                         | LCDV-40485 | ラインコミュニケーションズ |
| 2013年6月20日  | Eden（Blu-ray版）            | LCBD-00485 | ラインコミュニケーションズ |

## 出演

### テレビドラマ
- プロポーズ大作戦（2007年4月16日 - 6月25日、フジテレビ） - 小島せりな 役
- ブラッディ・マンディ 第9話 - 第11話（2008年12月6日 - 20日、TBS） - テロリスト豹 役
- ゴーストママ捜査線〜僕とママの不思議な100日〜（2012年7月7日 - 9月15日、日本テレビ） - 吉永美波 役
- 最高の離婚（2013年1月10日 - 3月21日、フジテレビ） - 海野菜那 役
- 天魔さんがゆく（2013年7月15日 - 9月23日、TBS） - 椋木リカ 役
- おふこうさん 第2話（2014年1月14日、NHK BSプレミアム） - 茉莉香 役
- 玉川区役所 OF THE DEAD 第9話（2014年11月29日、テレビ東京） - 野原幸 / 桐島梨奈 役
- 私たちがプロポーズされないのには、101の理由があってだな Season2 第12話（2015年11月18日、LaLa TV） - 友香 役
- 農業女子はらぺ娘（2015年12月16日、NHK BSプレミアム） - 沢木由佳 役
- 増山超能力師事務所 第10話（2017年3月9日、読売テレビ） ‐ 竹田月子 役
- ブラックリベンジ（2017年10月12日 - 11月30日、読売テレビ） - 愛原サユミ 役
- 刑事ゆがみ 第8話（2017年11月30日、フジテレビ）- キャバクラ嬢 役
- 未解決の女 警視庁文書捜査官 第1話（2018年4月19日、テレビ朝日）- 鈴村美咲 役
- 大恋愛〜僕を忘れる君と 第3話（2018年10月26日、TBS）- 侑市の見合い相手の一人 役

### 教育番組
- NHK高校講座#ベーシック10（NHK教育）

### その他のテレビ番組
- グラビアの美少女 #428（MONDO TV、2008年9月26日）
- 私的チャイナビ（2009年、TBS） - 4月ナビゲーター
- すっぽんの女たち（2010年6月9日・8月4日 - 18日、テレビ朝日）
- オールスター感謝祭（2010年10月2日・2012年9月29日、TBS）
- うまプロ!（2011年1月8日 - 12月24日、フジテレビ）
- run for money 逃走中（2011年4月10日、フジテレビ）
- テリー伊藤のネホリハホリ（2011年10月3日 - 2012年3月19日、テレビ東京） - テリー伊藤と共に司会
- PON!（2012年4月3日 - 2015年3月、日本テレビ） - 火曜レギュラーコメンテーター。
- 世界ナゼそこに?日本人 〜知られざる波瀾万丈伝〜（2012年10月26日 - 2014年、テレビ東京） - 準レギュラー。
- 快脳!マジかるハテナ（日本テレビ） - 不定期出演。
- ふたり道（2013年4月 - 9月、BS日テレ） - 自動車教習所教官 役（情報番組）
- おーい!ひろいき村（2014年10月 - 2016年3月、フジテレビ）
- 芹那の美女と汗かかせていただきます（2015年9月5日 - 12月21日[13]、テレビ東京）[14]
  - 芹那、シコふんで汗かかせていただきます（2016年3月27日、テレビ東京）[15]

### 映画
- 早稲田大学川口芸術学校卒業制作作品 『トロットハウス』（2006年） - 主演
- インスタント沼（2009年4月30日公開） - 甲賀 役
- Rambling Hearts-LOVE HOTELS-（2010年1月16日公開） - 白井彩花 役
- アズミ・ハルコは行方不明（2016年12月3日公開、ファントム・フィルム） - 杉崎ひとみ 役[16]

### 舞台
- 地下100度線上のアリス（2008年） - 主演・アリス 役
- つかこうへい 七回忌追悼特別公演「リング・リング・リング」2016（2016年6月23日 - 30日、全労済ホール スペース・ゼロ） - デビル奈緒美 役[17][18]
- And so this is Xmas（2016年9月-10月、シアターグリーンBOX in BOX THEATER）
- 野良女（2017年4月、シアターサンモール）
- 野畑の飼ってた宇宙人（2017年10月、シアターグリーンBIG TREE THEATER)
- らん（2018年1月、全労済ホール・スペースゼロ)
- ReBirth（2018年8月、下北沢「劇」小劇場)
- 月の谷 赤い石（2019年2月、日暮里 d-倉庫)

### CM
- 味の素 アミノバイタル Singing Climing 篇
- 日清食品 どん兵衛 株式会社どん兵衛設立 篇 - 中居正広（SMAP）と共演。
- 小林製薬 イージーファイバー - ホット三日 篇
- コナミデジタルエンタテインメント 実況パワフルプロ野球ポータブル3 - 交際 篇 メイン。
- モスフードサービス・ダスキン MOSDO! モスバーガー+ミスタードーナツ共同開発商品 - ホットチキンパイ 篇 メイン。
- ドール・フード・カンパニー Doleバナナ Doleマン大活躍?! 篇 - 香取慎吾（SMAP）と共演 サブメイン。
- ユニバーサル・スタジオ・ジャパン
- モブキャスト「モバダビ」（2011年12月）
- ジャンボカラオケ広場（2013年3月 - 2013年6月）
- サンエーインターナショナル 「& by P&D 2013年」（2013年3月 - 8月）
- ノエビアグループ・常盤薬品工業「眠眠打破・強強打破」（2013年7月 - 2014年6月）
- サンガリア・「天然水の炭酸水」（2014年7月 - 2015年）
- GypsophilA・「生酵素とトマト」（2013年7月 - 2014年6月）
- DMM.com（2015年8月[19]）

### インターネット
- 居酒屋 納言の××だなっ‼（ワロップ放送局)[20]

### その他
- アートプロジェクト「TAICOCLUB」 - 浅野忠信が参加するプロジェクト。
- ROOKIES Yahoo! JAPANコラボAD（TBS）
- ガールフレンド（仮） - 本人 役[21]。
- アイドルプロデュース「踊れ!神風」（2024年 - ）[22][23]

## 書籍

### 写真集
- スクールガール（2005年8月、新風舎、撮影：小林基行）ISBN 978-4797478037
- フォトスタイルブック「SECRET SERINA」（2011年11月9日、宝島社、撮影：川島小鳥）ISBN 978-4796687140
- しるし（2012年3月23日、講談社、撮影：佐藤佑一）ISBN 978-4063648874
- Serina.（2021年10月22日、ワニブックス、撮影：橋本雅司）ISBN 978-4847083839[24]

### 電子写真集
- PURE WHITE（2014年5月1日、メディアシーク）
- 週プレ PHOTO BOOK 芹那「RE BORN」（2014年10月17日、集英社）

### カレンダー
- 芹那 2012年カレンダー（2011年11月2日、ハゴロモ）
- 芹那 カレンダー 2014年（2013年11月6日、ハゴロモ）